# Fiole jaugée
 (mars 2021).
Si vous disposez d'ouvrages ou d'articles de référence ou si vous connaissez des sites web de qualité traitant du thème abordé ici, merci de compléter l'article en donnant les références utiles à sa vérifiabilité et en les liant à la section « Notes et références ».

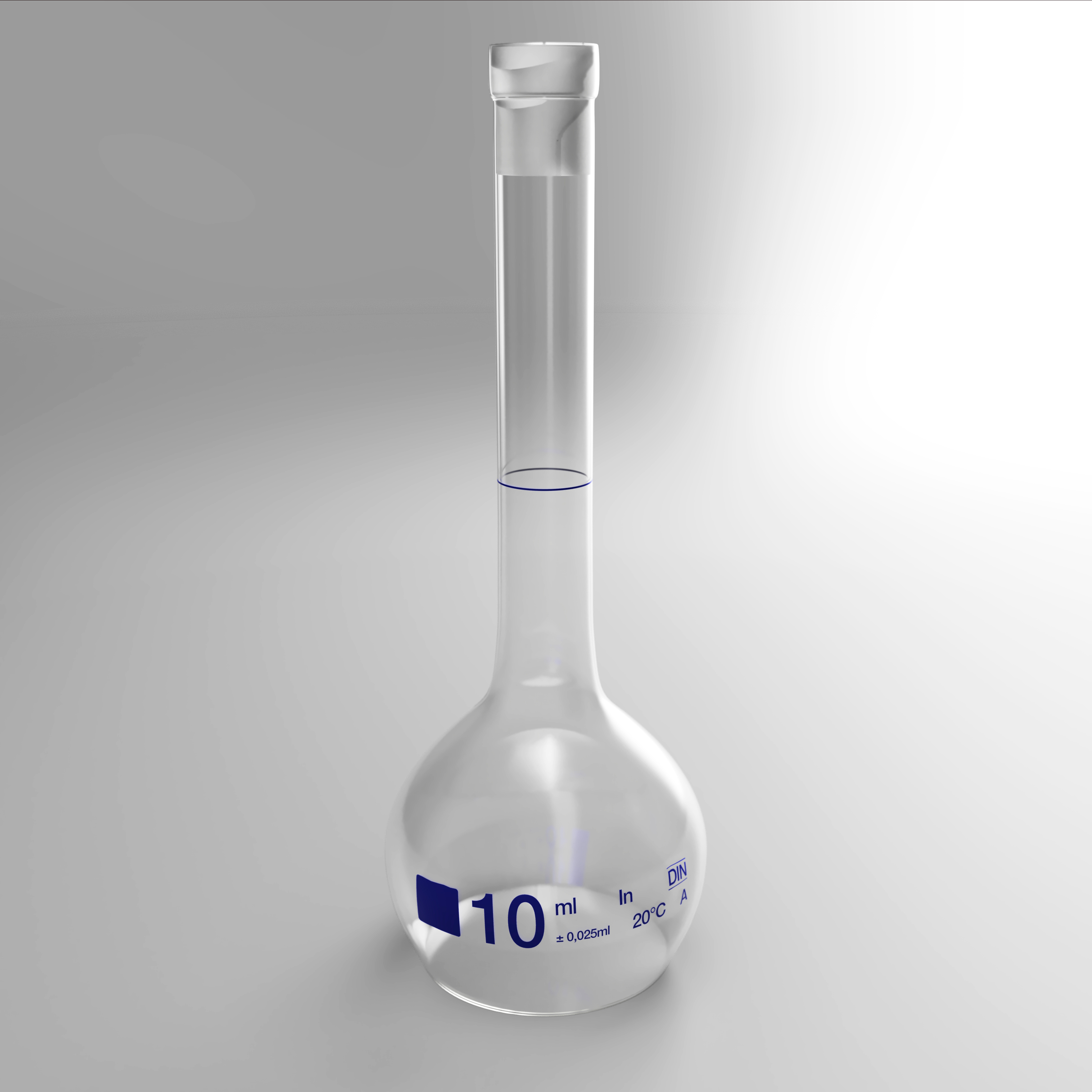
Une fiole jaugée de 10 ml (sans bouchon de verre, modèle 3D).

Une fiole jaugée est un instrument de verrerie utilisé dans un laboratoire de chimie destiné à préparer des solutions de titre précis, par exemple des solutions étalons. Une fiole jaugée est étalonnée pour contenir un volume précis de liquide. La précision de la fiole jaugée est mentionnée sur la pièce (par exemple : 10±0,025 mL à 20 °C).

## Types
On distingue les fioles de classe A et celles de classe B, moins précises que les premières.

Les modèles les plus courants sont en verre borosilicate. Certains modèles sont en polypropylène ou en polyméthylpentène (ces derniers résistent jusqu'à 175 °C) ; d'autres en verre brun inactinique, destinés aux solutions photosensibles. 
Certaines fioles jaugées, de capacité maximale 50 mL, sont de forme trapézoïdale.

Les capacités disponibles sont : 1, 2, 5, 10, 20, 25, 50, 100, 200, 250, 500, 1 000, 2 000 et 5 000 mL.

## Utilisation
En chimie analytique, outre la préparation de solutions de titre précis, elle sert à préparer des dilutions (par exemple une solution diluée à 1/100) pour réaliser le dosage d'une solution concentrée ou une gamme d'étalonnage, le prélèvement se faisant au moyen d'une pipette jaugée ou automatique.

Après utilisation, elle est rincée plusieurs fois puis remplie d'eau distillée et fermée avec son bouchon en verre ou en plastique.

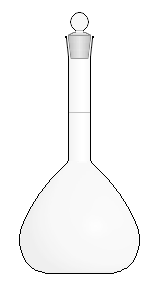
Fiole jaugée à ouverture rodée normalisée avec son bouchon
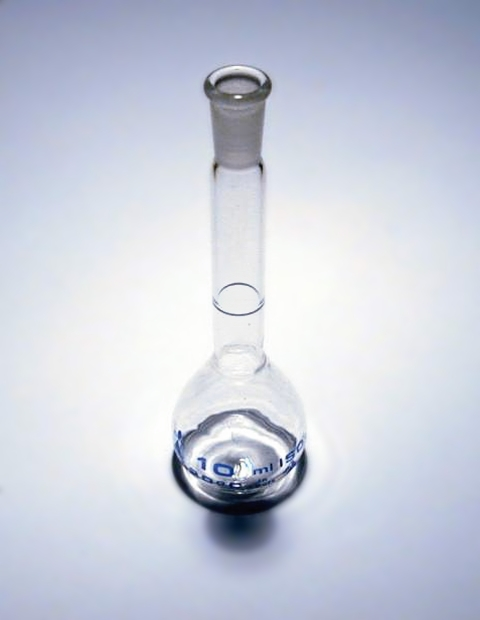
Fiole en verre avec son trait de jauge, capacité 10 mL